# Galaxias cobitinis
Galaxias cobitinis is een straalvinnige vissensoort uit de familie van de snoekforellen (Galaxiidae). De wetenschappelijke naam van de soort is voor het eerst geldig gepubliceerd in 2002 door McDowall & Waters.